# Паскуаліно де Сантіс
Паскуалі́но де Са́нтіс (італ. Pasqualino De Santis; нар. 24 квітня 1927, Фонді, Італія — пом.23 липня 1996, Львів, Україна) — італійський кінооператор; молодший брат кінорежисера Джузеппе де Сантіса. Один з найвидатніших кінооператорів італійського кіно.

## Біографія
Паскуаліно де Сантіс народився 24 квітня 1927 року в місті Фонді, регіон Лаціо, Італія. У 1945—1948 роках навчався в Експериментальному кіноцентрі в Римі. З 1950 року працював над кількома фільмами брата як асистент оператора. Був асистентом та учнем оператора Дж. ді Венанцо. З 1967 року працював самостійно. Популярність де Сантісу приніс фільм Франко Дзефіреллі «Ромео і Джульєтта» (1968, Велика Британія), за роботу над яким він отримав «Оскар» як найкращий оператор.
З 1965 року Паскуаліно де Сантіс працював над усіма фільмами Франческо Розі, співпрацював з Вітторіо де Сіка, Етторе Сколою; знімав фільми Лукіно Вісконті — «Загибель богів» (1969, з Армандо Наннуцці), «Смерть у Венеції» (1971), «Сімейний портрет в інтер'єрі» (1974), «Невинний» (1976); Робера Брессона — «Ланселот Озерний» (1974, Франція), «Гроші» (1983, Франція, з Еммануелем Машуелем) та інших іменитих кінорежисерів як в Італії, так і за кордоном.
Паскуаліно де Сантіс раптово помер від інфаркту міокарду у Львові, під час зйомок фільму Франческо Розі «Перемир'я» (за автобіографічною книгою Прімо Леві).

## Фільмографія (вибіркова)
| Рік  | Назва                        | Оригінальна назва                    | Режисер            | Примітки              |
| ---- | ---------------------------- | ------------------------------------ | ------------------ | --------------------- |
| 1965 | Момент істини                | Il Momento della verità              | Франческо Розі     |                       |
| 1967 | Жила собі…                   | C'era una volta…                     | Франческо Розі     |                       |
| 1967 | Маскарад                     | Masquerade                           | Джозеф Манкевич    |                       |
| 1968 | Ромео і Джульєтта            | Romeo and Juliet                     | Франко Дзефіреллі  |                       |
| 1968 | Коханці                      | Amanti                               | Вітторіо де Сіка   |                       |
| 1969 | Не знаючи нічого про неї     | Senza sapere niente di lei           | Луїджі Коменчіні   |                       |
| 1969 | Загибель богів               | La Caduta degli dei                  | Лукіно Вісконті    | з Армандо Наннуцці    |
| 1969 | Фелліні: Нотатки директора   | Block-notes di un regista            | Федеріко Фелліні   | телевізійний          |
| 1970 | Люди проти                   | Uomini contro                        | Франческо Розі     |                       |
| 1971 | Смерть у Венеції             | Morte a Venezia                      | Лукіно Вісконті    |                       |
| 1971 | Історія кохання і кинджала   | Er Piu: storia d'amore e di coltello | Серджо Корбуччі    |                       |
| 1972 | Чорний Турин                 | Torino nera                          | Карло Ліццані      |                       |
| 1972 | Вбивство Троцького           | The Assassination of Trotsky         | Джозеф Лоузі       |                       |
| 1972 | Справа Маттеї                | Il Caso Mattei                       | Франческо Розі     |                       |
| 1973 | Лакі Лучано                  | Lucky Luciano                        | Франческо Розі     |                       |
| 1974 | Ланселот Озерний             | Lancelot du Lac                      | Робер Брессон      |                       |
| 1974 | Сімейний портрет в інтер'єрі | Gruppo di famiglia in un interno     | Лукіно Вісконті    |                       |
| 1976 | Ясновельможні трупи          | Cadaveri eccellenti                  | Франческо Розі     |                       |
| 1976 | Невинний                     | L'Innocente                          | Лукіно Вісконті    |                       |
| 1977 | Незвичайний день             | Una Giornata particolare             | Етторе Скола       |                       |
| 1977 | Ймовірно, Диявол             | Le Diable probablement               | Робер Брессон      |                       |
| 1979 | Христос зупинився в Эболи    | Cristo si è fermato a Eboli          | Франческо Розі     |                       |
| 1980 | Тераса                       | La Terrazza                          | Етторе Скола       |                       |
| 1981 | Три брати                    | Tre fratelli                         | Франческо Розі     |                       |
| 1982 | Марко Поло                   | Marco Polo                           | Джуліано Монтальдо |                       |
| 1983 | Гроші                        | L'Argent                             | Робер Брессон      | з Еммануелем Машуелем |
| 1984 | Кармен                       | Carmen                               | Франческо Розі     |                       |
| 1984 | Незбагненний                 | Misunderstood                        | Джеррі Шатцберг    |                       |
| 1985 | Гарем                        | Harem                                | Артур Жоффе        |                       |
| 1987 | Хроніка оголошеної смерті    | Cronaca di una morte annunciata      | Франческо Розі     |                       |
| 1990 | Забути Палермо               | Dimenticare Palermo                  | Франческо Розі     |                       |
| 1992 | Неаполітанський щоденник     | Diario napoletano                    | Франческо Розі     |                       |
| 1997 | Перемир'я                    | La Tregua                            | Франческо Розі     | з Марко Понтекорво    |

## Визнання та нагороди
У 1995 році Паскуаліно де Сантіса нагороджено Орденом «За заслуги перед Італійською Республікою» (командор).
| Рік                                               | Категорія                    | Номінант                            | Результат |
| ------------------------------------------------- | ---------------------------- | ----------------------------------- | --------- |
| Італійський національний синдикат кіножурналістів |                              |                                     |           |
| 1968                                              | Найкращий оператор           | Жила собі…                          | Номінація |
| 1969                                              | Найкращий оператор           | Ромео і Джульєтта                   | Перемога  |
| 1970                                              | Найкращий оператор           | Загибель богів (з Армандо Наннуцці) | Номінація |
| 1972                                              | Найкращий оператор           | Смерть у Венеції                    | Перемога  |
| 1974                                              | Найкращий оператор           | Лакі Лучано                         | Номінація |
| 1975                                              | Найкращий оператор           | Сімейний портрет в інтер'єрі        | Перемога  |
| 1981                                              | Найкращий оператор           | Три брати                           | Перемога  |
| 1987                                              | Найкращий оператор           | Хроніка оголошеної смерті           | Номінація |
| 1988                                              | Найкращий оператор           | Перемир'я (з Марко Понтекорво)      | Номінація |
| Премія «Оскар»                                    |                              |                                     |           |
| 1969                                              | Найкраща операторська робота | Ромео і Джульєтта                   | Перемога  |
| Премія BAFTA                                      |                              |                                     |           |
| 1972                                              | Найкращий оператор           | Смерть у Венеції                    | Перемога  |
| Премія «Давид ді Донателло»                       |                              |                                     |           |
| 1981                                              | Найкращий оператор           | Три брати                           | Перемога  |
| 1985                                              | Найкращий оператор           | Кармен                              | Перемога  |
| 1990                                              | Найкращий оператор           | Забути Палермо                      | Номінація |
| Премія «Сезар»                                    |                              |                                     |           |
| 1985                                              | Найкраща операторська робота | Кармен                              | Номінація |
| 1986                                              | Найкраща операторська робота | Гарем                               | Номінація |
| Золотий глобус (Італія)                           |                              |                                     |           |
| 1997                                              | Найкращий оператор           | Перемир'я (з Марко Понтекорво)      | Перемога  |